# 범죄백서
범죄백서(犯罪白書)는 법무부 산하 법무연수원이 발행하는 백서로서, 범죄유형, 범죄에 형태와 심리에 관한 보고서이다. 1984년부터 매년 발간되고 있다.

## 연혁
- 1984년 첫 번째 범죄백서 발간.
- 1985년 두 번째 범죄백서 발간.
- 1986년 세 번째 범죄백서 발간.
- 1987년 네 번째 범죄백서 발간.
- 1988년 다섯 번째 범죄백서 발간.
- 1989년 여섯 번째 범죄백서 발간.
- 1990년 일곱 번째 범죄백서 발간.
- 1991년 여덟 번째 범죄백서 발간.
- 1992년 아홉 번째 범죄백서 발간.
- 1993년 열 번째 범죄백서 발간.
- 1994년 열한 번째 범죄백서 발간.
- 1995년 열두 번째 범죄백서 발간.
- 1996년 열세 번째 범죄백서 발간.
- 1997년 열네 번째 범죄백서 발간.
- 1998년 열다섯 번째 범죄백서 발간.
- 1999년 열여섯 번째 범죄백서 발간.
- 2000년 열일곱 번째 범죄백서 발간.
- 2001년 열여덟 번째 범죄백서 발간.
- 2002년 열아홉 번째 범죄백서 발간.
- 2003년 스물 번째 범죄백서 발간.
- 2004년 스물한 번째 범죄백서 발간.
- 2005년 스물두 번째 범죄백서 발간.
- 2006년 스물세 번째 범죄백서 발간.
- 2007년 스물네 번째 범죄백서 발간.
- 2008년 스물다섯 번째 범죄백서 발간.
- 2009년 스물여섯 번째 범죄백서 발간.
- 2010년 스물일곱 번째 범죄백서 발간.
- 2011년 스물여덟 번째 범죄백서 발간.
- 2012년 스물아홉 번째 범죄백서 발간.
- 2013년 서른 번째 범죄백서 발간.
- 2014년 서른한 번째 범죄백서 발간.
- 2015년 서른두 번째 범죄백서 발간.
- 2016년 서른세 번째 범죄백서 발간.
- 2017년 서른네 번째 범죄백서 발간.
- 2018년 서른다섯 번째 범죄백서 발간.
- 2019년 서른여섯 번째 범죄백서 발간.
- 2020년 서른일곱 번째 범죄백서 발간.
- 2021년 서른여덟 번째 범죄백서 발간.
- 2022년 서른아홉 번째 범죄백서 발간.

## 같이 보기
- 백서
- 외교백서
- 국방백서
- 경제백서
- 환경백서
- 국토교통백서
- 해양수산백서
- 통일백서
- 고용노동백서
- 체육백서
- 보건복지백서